# Belgica (Schiff, 1884)
Die Belgica war ein als Bark getakeltes Dampfschiff, 1884 als Wal- und Robbenfänger gebaut, mit dem 1897–1899 die Belgische Antarktis-Expedition durchgeführt wurde.

## Bau und Technische Daten
Das Schiff wurde 1884 auf der Werft von Christian Brinch Jørgensen in Svelvik am Drammensfjord in Südnorwegen als Wal- und Robbenfänger gebaut und erhielt den Namen Patria. Der Bauentwurf stammte von ihrem Eigner, Johan Christian Jakobsen. Das Gerippe des Schiffsrumpfs bestand aus Kiefer- und Eichen-Spanten. Die Planken waren aus 110 mm dickem Grünherzholz, die mit Eiche verkleidet und mit Eisen überzogen waren. Der Bug war mit durchgehenden Eisenrippen verstärkt, um auch im Eis operieren zu können, und unter der Wasserlinie so geformt, dass das Schiff wie ein Eisbrecher auf Eis gleiten und es dann brechen konnte.
Die Patria war 35,97 m lang und 7,62 m breit und hatte 4,11 m Tiefgang. Zusätzlich zu ihren Segeln hatte sie eine Dampfmaschine von 35 PS von der Firma Nylands Verksted in Christiania. Die Schiffsschraube konnte bei Bedarf über die Wasserlinie angehoben werden.

## Geschichte
Die Patria war für die Jagd auf Entenwale konzipiert und hatte dazu vier Fangboote an Bord. Ihre erste Fangfahrt erfolgte 1885, die letzte im Jahre 1896.

### Belgische Antarktis-Expedition

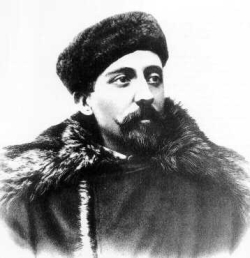
Adrien de Gerlache

Im Jahre 1896 wurde das Schiff von Adrien de Gerlache gekauft, der es zum Forschungsschiff umrüsten ließ. Am 5. Juni 1896 wurde das Schiff in Sandefjord auf den neuen Namen Belgica umgetauft und dann umgebaut, unter der Leitung des ursprünglichen Konstrukteurs, J. C. Jakobsen. Am 16. August 1897 verließ die Belgica Antwerpen mit Kurs auf die Antarktis. Zu der Besatzung von nur 23 Mann unter de Gerlache gehörten u. a. Georges Lecointe als Erster und Roald Amundsen als Zweiter Offizier, Henryk Arctowski, Antoni Dobrowolski und Emil Racoviță. Schon in der Nordsee erlitt das übermäßig mit Proviant, Munition und Forschungsgeräten beladene Schiff eine erste Havarie, so dass es noch einmal nach Ostende zu Reparaturen einlaufen musste.
Obwohl bei der Überquerung des Atlantiks mehrmals ein Kentern drohte, erreichte das Schiff Rio de Janeiro am 6. Oktober 1897, wo sich Frederick Cook als Schiffsarzt der Expedition anschloss. Der Polarkreis wurde am 15. Februar 1898 überquert. Geplant war, einen Überwinterungsplatz für vier Männer zu suchen und zu Forschungszwecken eine Hütte zu errichten, während die Belgica dann ins australische Melbourne segeln sollte. Das Schiff wurde jedoch am 3. März vom Packeis eingeschlossen, und die Männer mussten daher, obwohl schlecht darauf vorbereitet, im Eis überwintern. Damit ergaben sich zwar Möglichkeiten für die Wissenschaftler, gefahrlos das Eis zu untersuchen und meteorologische Messungen durchführen. Andererseits schlugen sich die endlose Polarnacht und die einseitige Mangelernährung negativ auf die Gemüter und die Gesundheit der Männer nieder, von denen eine Anzahl an Skorbut erkrankte. De Gerlache hatte den Verzehr von Pinguin- und Robbenfleisch untersagt, da er dessen Geschmack nicht ausstehen konnte. Cook jedoch wusste, dass Eskimos nicht an der Krankheit litten, was er auf deren Verzehr von rohem Robbenfleisch zurückführte. Daher wurde rohes Pinguin- und Robbenfleisch benötigt. Zu Beginn hatte nur Amundsen Erfahrung mit dem Erlegen dieser Tiere. In dieser Position wurde er gemeinsam mit Cook praktisch zum Leiter der Expedition, insbesondere als de Gerlache und Lecointe ab dem 22. Juli 1898 zu schwer erkrankten, um die Expedition selbst weiterhin zu führen. Cook bestand darauf, dass die Männer Pinguin- und Robbenfleisch aßen, und ihr Gesundheitszustand besserte sich sehr schnell.
Obwohl im Oktober 1898 der antarktische Sommer begonnen hatte, war keine Befreiung aus dem Packeis in Aussicht. Im Dezember 1898 äußerte Cook de Gerlache gegenüber die Befürchtung, dass vier der Männer eine zweite Überwinterung nicht überleben würden. Die Vorräte wurden streng rationiert. Zu diesem Zeitpunkt hatte die Belgica bereits 3000 km Packeisdrift hinter sich.
Mitte Februar 1899 stellte man fest, dass man sich in der Nähe des offenen Meeres befand. Als es nach einigen Tagen nur noch 600 m bis dorthin waren, fingen die Männer an, eine Fahrrinne durch das Packeis zu schlagen, was bei bis zu vier Meter hohen Eisschollen jedoch nicht sehr erfolgreich war. Auch der mitgenommene Tonit-Sprengstoff enttäuschte zunächst beim Sprengen des Packeises. Anfang März machte ein Sturm die Arbeit zunichte und verschloss die Fahrrinne wieder. Beim Versuch, die Fahrrinne wieder zu öffnen, ging der Sprengstoff aus. Nun blieben der Mannschaft nur die eigene Muskelkraft und der Einsatz von Eispickeln. Mitte März riss dann ein Sturm die Fahrrinne auf, sodass sich die Belgica am 14. März 1899 nach 377 Tagen Packeisdrift wieder im offenen Meer befand.
Nachdem nunmehr die Mannschaft gerettet war, brach der Streit zwischen Amundsen und de Gerlache wieder aus. In Punta Arenas, der Hauptstadt des chilenischen Feuerlands, das am 28. März 1899 erreicht wurde, verließ de Gerlache aus Protest das Schiff. Die Belgica wurde dort repariert und segelte dann ohne de Gerlache nach Buenos Aires. Von dort lief sie am 14. August in Richtung Heimat aus. Am 30. Oktober erreichte sie Boulogne-sur-Mer und am 5. November 1899 Antwerpen, wo sie begeistert empfangen wurde.

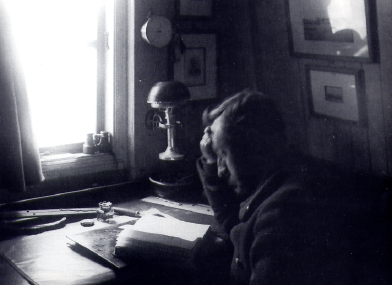
Adrien de Gerlache in seiner Kabine
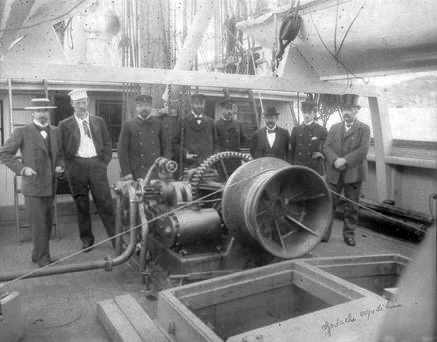
Die Besichtigung der Belgica durch Fridtjof Nansen
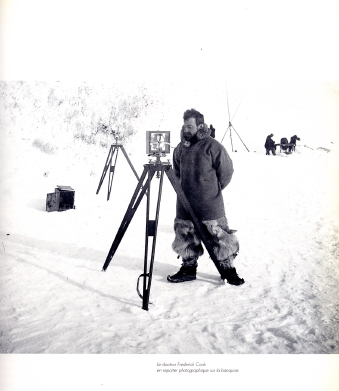
Frederick Cook
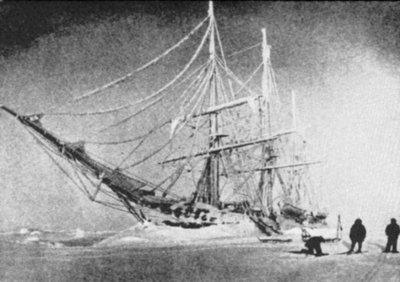
Die Belgica im Packeis
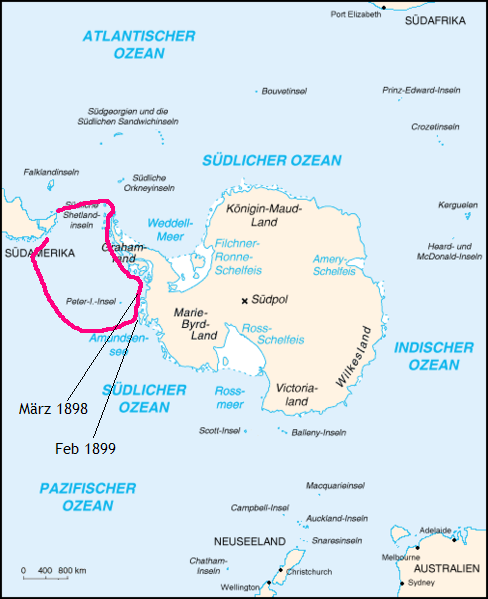
Der Expeditionsverlauf

### Arktis-Expeditionen
Die Belgica ging anschließend in den Besitz der Société anonyme du Steamer Belgica mit Sitz in Antwerpen über. Die 100 Aktien zu 1000 belgischen Franken gehörten zur Hälfte belgischen, zur Hälfte norwegischen Investoren. Das Schiff fuhr unter belgischer Flagge mit einer norwegischen Mannschaft unter Kapitän Christian Halvorsen und wurde zunächst wieder als Walfänger eingesetzt. 1901 charterte Evelyn Baldwin die Belgica, um mit ihrer Hilfe vor der Küste Nordostgrönlands Versorgungsdepots für die Baldwin-Ziegler-Expedition anzulegen. Geplant war, von Franz-Josef-Land aus den Nordpol zu erreichen und – unter Ausnutzung der Eisdrift – über Grönland wieder in die Zivilisation zurückzukehren. Der Direktor der Société anonyme du Steamer Belgica, Johan Bryde (1858–1925), ließ es sich nicht nehmen, diese Fahrt selbst zu leiten. Im August 1901 wurde ein großes Depot aus Lebensmitteln, Kohle, Kleidung, aber auch Ballons und einem Wasserstoffgenerator, auf der Insel Shannon angelegt. Anschließend wurden auf Bass Rock, einer der Pendulum Øer, zwei Hütten errichtet, die im Jahr 2004 von norwegischen Wissenschaftlern geprüft und als „die ältesten nutzbaren Gebäude in Nordost-Grönland“ bezeichnet wurden.
1905 wurde die Belgica vom französischen Thronprätendenten, Prinz Philippe von Orléans, gechartert. Philippe war ein begeisterter Jäger und Trophäensammler. 1904 hatte er mit seiner Jacht Maroussia eine Jagdreise nach Spitzbergen unternommen und wollte dies gern mit einem eistauglichen Schiff wiederholen. De Gerlache, der inzwischen Miteigner der Belgica geworden war, stellte sich als Kapitän zur Verfügung. Erster Offizier wurde Frantz Leonard Andreassen (1858–1920), der 1904 von der Schwedischen Antarktisexpedition zurückgekehrt war, wo er ebenfalls Erster Offizier des Expeditionsschiffs Antarctic gewesen war. Es gelang de Gerlache, die als reine Jagdreise geplante Expedition in eine wissenschaftliche Richtung zu lenken. Nachdem die Belgica Sandefjord am 3. Mai 1905 verlassen hatte, lief sie zunächst Bergen an, wo der Meeresbiologe Einar Koefoed (1875–1963) mit seiner wissenschaftlichen Ausrüstung an Bord ging. Die eigentliche Arktisreise begann am 3. Juni, als das Schiff Tromsø in Richtung Spitzbergen verließ. Die Einfahrt in den Bellsund scheiterte an den Eisverhältnissen, und im Smeerenburgfjord geriet die Belgica in einen zweitägigen schweren Sturm. Hier rettete man die Besatzung der Svanen, eines Robbenfängers, der den Sturm nicht überstanden hatte, verpflichtete den Kapitän des Schiffs als Eislotsen und begann einen zweiwöchigen Jagdausflug. Nachdem die Mannschaft des Svanen an den heimkehrenden Walfänger Hvidfisken übergeben worden war, segelte die Belgica nach Norden an die Eiskante und an dieser entlang nach Grönland. Es gelang de Gerlache, das Eis des Ostgrönlandstroms zu passieren und südlich von Kap Bismarck an die grönländische Küste zu gelangen. Am nächsten Tag wurde die Insel Île de France (2004 umbenannt in Qeqertaq Prins Henrik) entdeckt. Am 31. Juli erreichte die Belgica 78° 14′ N, die bis dahin nördlichste Position einer wissenschaftlichen Expedition in Nordostgrönland. Anschließend führte die Expedition Lotungen und Dredschzüge auf der Belgicabank zwischen Kap Philippe und Kap Bismarck durch, bevor sie über Island nach Europa zurückkehrte.
Prinz Philippe war mit der Belgica zufrieden und kaufte sie 1906 für 130.000 Franken. 1907 unternahm er eine weitere Arktisfahrt, wieder mit de Gerlache als Kapitän und Andreassen als Steuermann. Ziel war die Karasee, deren Tiefe vermessen werden sollte. Das Schiff verließ Vardø am 5. Juli und stieß am 12. Juli auf die Westküste Nowaja Semljas. De Gerlache steuerte das Schiff durch Matotschkin Schar, die Meerenge zwischen der Nord- und Südinsel, und erreichte drei Tage später die völlig vereiste Karasee, wo das Schiff im Eis einfror.  Es begann eine einmonatige Drift nach Süden, die von den Wissenschaftlern für ozeanografische Beobachtungen und die Untersuchung der Meeresorganismen genutzt wurde, während die Jäger kaum auf ihre Kosten kamen. Am 21. August kam die Belgica wieder frei, segelte noch einmal an der Westküste Nowaja Semljas entlang bis zum 78. Breitengrad und kehrte dann nach Norwegen zurück.
1909 segelte die Belgica bei deutlich günstigeren Eisverhältnissen erneut in die Arktis. Prinz Philippe überließ das Kommando über das Schiff erneut de Gerlache. Die Route führte zunächst über Jan Mayen an die Ostküste Grönlands, wo das Schiff am 1. Juli südlich von Sabine Ø ankerte. Drei Wochen später fuhr die Belgica nach Spitzbergen zum Bellsund und besuchte den Recherchefjord und die Braganzabucht, um Rentiere zu jagen. Anschließend segelte sie nach Franz-Josef-Land, und die Expedition landete auf der Pritchett-Insel, wo sie ein Depot der Baldwin-Ziegler-Expedition fand. Ende August kehrte die Belgica über die Insel Hopen nach Europa zurück. Mit der Bearbeitung der Expeditions-Messergebnisse wurde der Meteorologe Georg Lüdeling betraut.

### Späteres Schicksal
Im Jahre 1916 wurde das Schiff an die Store Norske Spitsbergen Kulkompagni (Det Norske Kulsyndikat) auf Spitzbergen verkauft und zum Kohlefrachter mit Passagierkabinen umfunktioniert. Unter dem neuen Namen Isfjord brachte es Kohle vom spitzbergischen Hauptort Longyearbyen in nordnorwegische Häfen. Gleichzeitig beförderte es auch Passagiere in beiden Richtungen. Kapitän war der Polarveteran Carl Julius Evensen (1851–1937).
1918 wurde das Schiff an Kristian Holst in Harstad weiterverkauft, wieder in Belgica umbenannt und, nach Entfernung der gesamten Takelage zur schwimmenden Fischverarbeitungs- und Lebertranfabrik umfunktioniert. Ab den späten 1930er Jahren diente die Belgica als Kohlenhulk.
Im April 1940 wurde sie von britischen Truppen, die bei Narvik gegen die deutschen Gebirgsjäger des Generalmajors Dietl kämpften, in Harstad requiriert und als Munitionslager genutzt. Ein Bombenangriff einer deutschen Heinkel He 111 am 19. Mai erzielte zwar keine direkten Treffer, aber das Schiff wurde dabei doch durch Druckwellen so beschädigt, dass die Briten es selbst versenkten, ehe sie aus Nordnorwegen evakuiert wurden. Ob die Versenkung noch am 19. Mai oder erst am 7. oder 8. Juni 1940 geschah, ist unklar. Das Wrack wurde im Frühjahr 1990 gefunden. Der Anker der Belgica ist im Polarmuseum in Tromsø ausgestellt.
Das Schiff ist Namensgeber für mehrere geografische Objekte in der Antarktis. Zu diesen zählen die Belgica Mountains, der Belgica-Gletscher, der Tiefseeberg Belgica-Guyot und das Belgica-Subglazialhochland.

## Nachbau
Im Jahre 2006 wurde die „Vereinigung ohne Gewinnerzielungsabsicht New Belgica“ gegründet, deren Absicht ein Nachbau der Belgica ist. Die Kiellegung fand am 9. September 2007 auf der Werft De Steenschuit’s in Boom, Antwerpen, in Anwesenheit von Kris Peeters, Ministerpräsident von Flandern, statt. Königin Paola ist Schirmherrin des Projekts. Der Bau sollte ursprünglich im Jahre 2013 vollendet werden. Bis zum April 2015 entstand aber nicht mehr als der Rohbau.
Das Wrack der ursprünglichen Belgica soll gehoben und im Belgischen Nationalen Meeresmuseum in Antwerpen ausgestellt werden. Vor der Hebung wird die norwegische Marine die restliche Munition aus dem Schiffskörper entfernen.